# 2009世界運動會組織委員會基金會
財團法人2009世界運動會組織委員會基金會（英文：Kaohsiung Organizing Committee，縮寫：KOC）又稱高雄世運組織委員會，簡稱高雄世運組委會，為一以非營利、公益、具有私法人特性的財團法人，是2009年世界運動會的主導組織機構，現已解散。
高雄世運組委會下設9個部門，包括行政管理部、財務部、運動競技部、都市發展部、行銷公關部、後勤支援部、文化觀光部、資訊科技部與維安部。首任執行長為前田徑國手紀政。2008年5月6日，紀政改任職顧問，執行長由高雄市政府副秘書長許釗涓接任，董事長由高雄市長陳菊擔任。
2009年11月25日，中國國民黨高雄市議員梅再興質疑，2009年世界運動會已結束，高雄世運組委會至今仍在運作，是暗藏經費準備2010年高雄市長選舉花用。梅再興質疑，高雄世運組委會十多名工作人員轉為高雄市政府約聘人員，是高雄市政府為操作2010年高雄市長選舉而實行的政治酬庸。梅再興要求，高雄市政府應公開說明及列出高雄世運組委會轉任高雄市政府各局處專員的名單，並不得編列高雄世運組委會2010年度預算。高雄市政府財政局局長雷仲達答覆，高雄世運組委會相關帳目都還在核銷中。高雄世運組委會執行長許釗涓表示，高雄市政府訂定2009年底是高雄世運組委會解散基準日、2010年7月高雄世運組委會完成清算，高雄市籌辦2009年世界運動會有很多寶貴經驗需傳承，目前有7人協助傳承工作。
2010年7月6日，高雄世運組委會召開最後一次董事會，審查甫於2010年6月底完成的清算報告書，並將剩餘經費全數歸還高雄市政府。